# Токића врело (Бања Лука)
Трокића врело или Краљичина Илиџа или Илиџаје један од објеката у саставу Градитељској целини - Бање у махали Илиџа у Горњем Шехеру у Бања Луци, данас Месна заједница Српске Топлице, који је проглашен за национални споменик Републике Српске и Босне и Херцеговине. Настало је уз изворе термалне воде (просечне температуре износе од 33° до 36 °C) у Горњем Шехеру (Српске Топлице).

## Порекло назива и промена назива
Познати турски путописац Евлија Челебија око 1660. године пише: “... Илиџа на латинском језику се каже бања. Како изван овог шехера на рубу башћа (бāг) има једно топло врело (илице), оно је добило име Бања. Како је, опет, у оно доба на њеној ивици постојао један шехер, он је добио име Лука. То се касније у народном говору једно с другим спојило и он је назван Бања Лука. Касније је део Бања Луке у коме се налазила илиџа добио назив Горњи Шехер, а након распада СФР Југославије Српске Топлице.
Временом се у народу за ово врело устали и називи Токиића врело, Краљичина илиџа или краће по првобитном Илиџа

## Положај
Токића врело се налази у махали Илиџа у Горњем Шехеру у оквиру комплекс бања у Горњем Шехеру на десној обали Врбаса, који у овом делу губи особине планинске и поприма особине равничарске реке, у просторном обухвату дефинисаном следећим границама:
- са северозападне стране је ограничен коритом ријеке Врбас дужине око 200 метра низводно од новог гвозденог моста, те границом Улице Од Змијања Рајка (ранији назив: Улица браће Алагић) у дужини око 100 м југозападно од моста;
- југозападном границом к.ч. број 662, к.о. Бања Лука III-8 (парцела на којој се налази Бањско-рекреациони центар “Шехер”);
- на југоисточној стран природном границом преласка обронака Шехитлука у равничарски део, са обронцима Бањ брда (стари назив Шехетлуци), обрасли храстом, грабом и црним бором.
- на североисточној страни к.ч. број 700, к.о. Бања Лука III-8 (Хаџи-Исаковића кућом).

Око 20 метара узводно од Шугавице, налази се врело Илиџа одакле термалне воде извиру уз саму обалу Врбаса.

## Историја
Историја врела датира у далеку прошлост. Због повољних привредних и географских услова који су постојали на ширем простору данашње Бања Луке Римљани су, уз главни римски друм   Salona - Servitium, изградили неколико познатих римских насеља у којима су биле путне станице (лат. mansiones, mutationes):
- Lamatis (Крупа на Врбасу),
- Castra (Бања Лука),
- Ad Ladios  (Трн, насеље 9 км удаљено од Бања Луке),
- Ad Fines (Лакташи).

Постојање ових римских насеља утврђено је седамдесетих година 20. века, приликом радова на изградњи Бањско-рекреационог центра Горњи Шехер, данас Српске Топлице када је откривено око 600 комада римских бакрених новчића који се повезују са коришћењем термалних вода и указују на обичај stipem iacere (римски обичај бацања новчића у изворе воде у славу божанства или здравља императора).
Откриће новчића из периода Римске републике и Римског царства  (лат. Numerijanov antonijan-Numerianus antoninianus), указује на претпоставку да је на овом простору римски новац био у оптицају већ у другом веку старе ере, као и да је остао у оптицају све до Валентинијана Првог (365. године).
Подручје са сумпорним врелима помиње се 1554. године у Софи Мехмед-пашиној вакуфнами под називом Илиџа, а затим у попису махала 1604. године у ком се помиње џамија-Илиџанска, чији се оснивач Махмуд Челеби. На том месту развила се истоимена махала са џамијом, а знатно касније и мектеб. Изградња Софи Мехмед-пашиних задужбина на десној обали Врбаса, као и изградња моста који је повезао, раније изграђену, Хункарија (Цареву) чаршију на левој обали Врбаса са Софи Мехмед-пашином махалом били су велики подстрек урбанистичком развоју Доњег Шехера

## Заштита
Одлуком Комисија за очување националних споменика, на основу члана V став 4 Анекса 8 Општег оквирног споразума за мир у Босни и Херцеговини и члана 39 став 1 Пословника о раду Комисије за очување националних споменика, на седници одржаној од 25. до 31. јануара 2005. године Токића врело је као део Градитељска целина - Бање у махали Илиџа у Горњем Шехеру, Бања Лука, проглашен је за национални споменик Босне и Херцеговине.

## Опис добра
Токића врело је природна издан трермоминералне воде уз саму обалу реке Врбас које је још из периода Римског царства каптирано и коришћено за одржавање хигијене и лечење.
Недалеко од врела налази станиште реликтне папрати, венерина влас или девојачка коса (лат.Adiantum capillus Veneris), вишегодишња, нежна, зељаста биљка, која потиче из леденог доба. Биљка се до данас сачувала захваљујући врелу, и његови топим водама (просечне температуре износе од 33° до 36 °C) Близина топлог извора и велика влажност станишта очигледно су компензовали континенталност локалне климе Бања Луке, чиме је омогућен опстанак ове осетљиве термохигрофилне папрати далеко од најближих средоземних станишта. Због оваквих специфичних својстава, станиште код Токића врела може се окарактерисати као реликтно, јер је остатак древног ареала врсте изван граница Средоземља.
Поред ове биљке око врела се на ширем пространству настанила и биљке лат. Marchantia polymorpha.

## Заштита културног добра
У циљу заштите Токића врела потребно је извршити:
- механичко чишћење механичких отпадак који загађују тло и воду
- механички очистити површине које су обрасле биљкама Marchantia polymorpha и Adiantum capillus Veneris,
- уредити минимално нивелисање терена - изградњом малих тераса-одморишта поред воде, са асоцијацијом на конструкцију традиционалне дрвене платформе „кревета”, постављање дрвених клупа,
- поставити кабина за пресвлачење и „хемијски” тоалет, на проширењу пута изнад локалитета.